# Buddy Holly (natklubkæde)
 Denne artikel bør gennemlæses af en person med fagkendskab for at sikre den faglige korrekthed.

 For alternative betydninger, se Buddy Holly. (Se også artikler, som begynder med Buddy Holly)
Buddy Holly er en kæde af natklubber rundt om i Danmark. Der er 13 natklubber i landet. De 10 ligger i Jylland.